# Parlamentswahl in Tadschikistan 2010

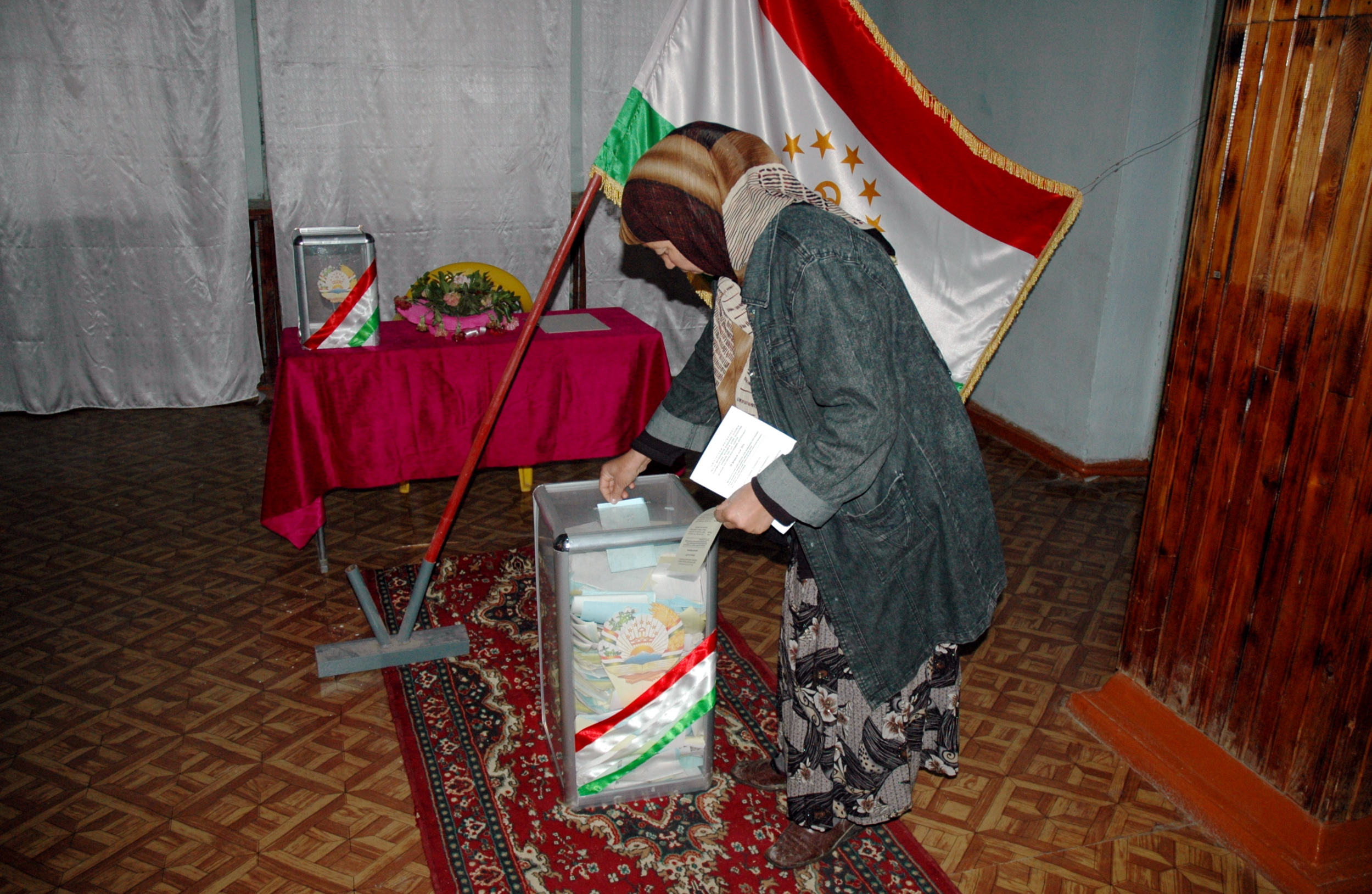
Stimmabgabe in Qurghonteppa

Die Parlamentswahl in Tadschikistan 2010 wurde am 28. Februar 2010 mit einer Stichwahl am 14. März 2010 abgehalten. Nach dem Ende der fünfjährigen Legislaturperiode im Anschluss an die Parlamentswahl in Tadschikistan 2005 wurden die 63 Mandate in der Repräsentantenversammlung neu verteilt.

## Wahlsystem
Im Vergleich zur vorherigen Wahl waren keine signifikanten Veränderungen des Wahlsystems vorgenommen worden. Die 63 Abgeordneten im Repräsentantenhaus, einer Kammer der Oberste Versammlung Tadschikistans im Zweikammersystem der Republik Tadschikistan, werden alle fünf Jahre gewählt. Das Wahlsystem stellt eine Kombination aus Mehrheitswahl und Verhältniswahl dar. 41 Abgeordnete werden in den landesweit 41 Wahlbezirken nach dem Prinzip der Mehrheitswahl gewählt. Erreicht im ersten Wahlgang kein Kandidat die nötige absolute Mehrheit kommt es zu einer Stichwahl zwischen den beiden bestplatzierten Kandidaten nach dem ersten Wahlgang. Die übrigen 22 Mandate werden über die Wahllisten der registrierten Parteien nach dem Prinzip der Verhältniswahl vergeben. Dabei muss eine Partei mindestens 5 % der abgegebenen Stimmen auf sich vereinen, um über die Parteiliste Abgeordnete in das Repräsentantenhaus entsenden zu dürfen. Wahlberechtigt sind tadschikische Bürger, die zum Zeitpunkt der Wahl mindestens 18 Jahre alt waren.

## Hintergrund
Die Geschichte des unabhängigen Staates Tadschikistans ist maßgeblich geprägt vom Tadschikischen Bürgerkrieg, der von 1992 bis 1997 andauerte, und der anschließenden Stabilisierungsphase unter Präsident Emomalij Rahmon und seiner Volksdemokratische Partei Tadschikistans. Rahmon gelang es in den Jahren nach Kriegsende den Frieden in Tadschikistan zu sichern, was ihm Rückhalt in der Bevölkerung einbrachte. Gleichzeitig kam es zur Ausbildung autoritärer Strukturen und zu einer starken Konzentration der Macht in den Händen des langjährigen Präsidenten Rahmon. Die Parlamentswahlen in Tadschikistan 2000 und 2005 wurden von Beobachtern der Organisation für Sicherheit und Zusammenarbeit in Europa (OSZE) als weder fair noch frei bezeichnet und verfehlten demokratische Standards und Anforderungen. Vor der Parlamentswahl im Jahr 2010 kündigte Präsident Rahmon an, die kommende Wahl transparent und in Einklang mit der tadschikischen Verfassung durchzuführen. Diese Ankündigung wurde von der Regierung wiederholt und bekräftigt.

## Parteien und Kandidaten
Tadschikistan ist offiziell ein Mehrparteiensystem, das allerdings von der Volksdemokratischen Partei dominiert wird. Nach der Parlamentswahl 2005 waren neben der Volksdemokratischen Partei mit einer absoluten Mehrheit von 52 Sitzen auch die Kommunistische Partei Tadschikistans und die Islamische Partei der Wiedergeburt Tadschikistans in die Repräsentantenversammlung eingezogen. Vor der Wahl 2010 waren insgesamt acht Parteien offiziell registriert. Neben der Volksdemokratischen Partei unterstützten die Wirtschaftsreformpartei und die Agrarpartei Tadschikistans offen den Präsidenten und dessen Politik. Die Sozialistische Partei Tadschikistans und die Kommunistische Partei Tadschikistans waren generell loyal gegenüber dem Präsidenten, übten aber in Einzelfällen Kritik an dessen Kurs. Als oppositionell galten die liberal ausgerichtete Demokratische Partei Tadschikistans, die Islamische Partei der Wiedergeburt Tadschikistans und die Sozialdemokratische Partei Tadschikistans. Die Registrierung von Kandidaten war über die registrierten Parteien des Landes möglich, gleichfalls war aber auch eine Kandidatur unabhängiger Kandidaten möglich, wenn diese die Unterschriften von 500 Unterstützern vorweisen konnten. Eine große Hürde für unabhängige Kandidaten und die Kandidaten kleiner Parteien war die Hinterlegung von 7.000 Somoni für die Registrierung einer Kandidatur. Diese wurden nach der Wahl zurückgezahlt, wenn der Kandidat in die Repräsentantenversammlung einzog oder dessen Partei landesweit mehr als 5 % der abgegebenen Stimmen auf sich vereinen konnte. Dieses finanzielle Risiko hatte eine bedeutende abschreckende Wirkung auf zahlreiche Kandidaten. Als Konsequenz konnte nur die Volksdemokratische Partei eine vollständige Wahlliste aufstellen und in nahezu allen Wahlkreisen einen Kandidaten nominieren.

## Wahlkampf
Im Vorfeld der Wahl fand ein Wahlkampf statt, der aber von geringe Intensität und öffentlicher Sichtbarkeit war. Das wichtigste Element des Wahlkampfs waren Veranstaltungen, die von der Zentralen Wahlkommission oder deren lokalen Ablegern zur Vorstellung der Kandidaten organisiert wurden. Zudem gab es kleiner Veranstaltungen von Parteien und Kandidaten. Wahlplakate, Flugblätter und Zeitungsanzeigen wurden im Wahlkampf ebenfalls verwendet, entfalteten auf Grund der geringen Verbreitung aber keine landesweite Wirkung. Fernsehen und Radio in Tadschikistan sind geprägt von staatlichen Kanälen, die weitestgehend regierungstreu berichteten und keine politischen Debatten abbildeten. Im Bereich der Druckerzeugnisse gab es eine größere Meinungs- und Angebotsvielfalt, auf Grund der auf urbane Regionen und einzelne Bevölkerungsgruppen begrenzten Verbreitung von Zeitungen waren diese aber nur begrenzt für Wahlkampfzwecke geeignet.

## Ergebnis
Die Volksdemokratische Partei Tadschikistans konnte ihr absolute Mehrheit deutlich verteidigen, bedeutende politische Veränderungen als Folge der Wahl blieben damit aus. Die Wahlbeteiligung wurde mit 90,84 % angegeben, insgesamt wurden 3.289.377 Stimmen abgegeben. In einem Wahlbezirk war eine Stichwahl nötig, die am 14. März vom Kandidaten der Volksdemokratischen Partei gewonnen wurde. Im neu zusammengesetzten Parlament Tadschikistans waren letztlich fünf Parteien vertreten:
| Partei                                            | Sitze nach Mehrheitswahl | Sitze nach Verhältniswahl | Sitze gesamt | Vergleich 2005 |
| ------------------------------------------------- | ------------------------ | ------------------------- | ------------ | -------------- |
| Volksdemokratische Partei Tadschikistans          | 39                       | 16                        | 55           | +3             |
| Islamische Partei der Wiedergeburt Tadschikistans | 0                        | 2                         | 2            | ±0             |
| Kommunistische Partei Tadschikistans              | 0                        | 2                         | 2            | −2             |
| Wirtschaftsreformpartei                           | 1                        | 1                         | 2            | +2             |
| Agrarpartei Tadschikistans                        | 1                        | 1                         | 2            | +2             |
| Unabhängige / Andere                              | 0                        | 0                         | 0            | −5             |
| gesamt                                            | 41                       | 22                        | 63           | ±0             |

## Bewertung
Die Wahl wurde von nationalen und internationalen Beobachtern begleitet, darunter eine Beobachtermission der OSZE. Diese kam im Anschluss an die Wahl zu einem ähnlichen Urteil, wie bei den vorangegangenen Wahlen in Tadschikistan. Die Wahl habe demokratische Anforderungen und Standards deutlich verfehlt, bilanzierten die OSZE-Beobachter in ihrem Abschlussbericht. Sie kritisierten dabei insbesondere den Mangel an politischem Pluralismus und Meinungsfreiheit, die einseitige Berichterstattung in den großen, staatlichen Medien sowie die unzureichende Transparenz und Professionalität bei der Durchführung der Wahl, die zahlreiche Unregelmäßigkeiten ermöglichte. Zu diesen Unregelmäßigkeiten zählten zahlreiche beobachtete Fälle von Vertretungswahlen, bei denen ein Wahlberechtigter das Stimmrecht eines anderen Wahlberechtigten wahrnimmt und auf diese Weise mehrfach abstimmen kann. Diese Praxis ist vom tadschikischen Wahlrecht nicht gedeckt, konnte aber auf Grund der geringen Qualität des Wählerverzeichnisses und der organisatorischen Missstände in den Wahllokalen nicht effektiv bekämpft werden. Auch seitens der bedeutendsten Oppositionspartei des Landes, der Islamischen Partei der Wiedergeburt wurde die Wahl kritisiert. Diese habe nichts mit Demokratie zu tun gehabt, so Khikmatullo Saifullozoda von der islamisch ausgerichteten Oppositionspartei. Bei der Volksdemokratischen Partei wurde die Wahl hingegen positiv bewertet. Demnach habe es einzelne Unregelmäßigkeiten bei der Wahl gegeben, die aber den Willen des tadschikischen Volkes nicht beeinflussen würden. Gelobt wurde die Wahl außerdem von Beobachtern aus Russland, von der Shanghaier Organisation für Zusammenarbeit und von der Gemeinschaft Unabhängiger Staaten.